# Río Negro (localidad de Paraguay)
Río Negro (también conocido como Kilometro 173) es una localidad paraguaya del Departamento de Presidente Hayes ubicada en el kilómetro 171 de la ruta PY09 "Transchaco", a unos 173 km de Asunción.
Administrativamente forma parte del municipio de Benjamín Aceval, ubicado a 130 km de distancia.
La localidad en la actualidad posee unos 100 habitantes aproximadamente.

## Toponimia
Lleva el nombre de Río Negro por el río homónimo que pasa por el medio de la localidad y desemboca en el Río Paraguay, frente al municipio de Villa del Rosario.
Su otro nombre de Kilometro 173 es en referencia a la distancia que hay entre la localidad y Asunción, la capital del país.